# Zoja Trofimiuk
Zoja Trofimiuk, roz. Sulková (* 17. února 1952, Praha) je grafička, sklářská výtvarnice a sochařka žijící v Austrálii.

## Životopis
Zoja Sulková pochází z kulturně založené pražské rodiny, která se přátelila se Stanislavem Libenským a Jaroslavou Brychtovou. V letech 1969-1972 absolvovala střední Výtvarnou školu Václava Hollara a pokračovala studiem sochařství u prof. Hajdeckiho na Krakovské Akademii (Akademia Sztuk Pięknych im. Jana Matejki w Krakowie), kterou absolvovala roku 1977. Provdala se za Jurka Trofimiuka, se kterým má syna Zbycha Trofimiuka (* 1979).
Roku 1983 emigrovala rodina Trofimiukových do Austrálie.
Zoja Trofimiuk zde v letech 1986 - 1990 absolvovala doktorské studium oboru sklo u prof. I. Kinga na Royal Melbourne Institute of Technology. Pracuje jako sochařka a sklářská výtvarnice.

### Ocenění
- 1981, 1990 Honorary Award, Dante's Biennale, Ravenna
- 1999 Award, Print Council of Australia
- 2005 Honorary Award, First Art Biennal, Londýn
- 2005 nominace na Woman of the Year 2005, American Biographical Institute, USA
- 2005 nominace na International Peace Prize, UCC, USA
- 2006 The World of Art Award for the Best Practices in Art and Culture
- 2006 finalist, Ranamok Glass Prize[2]
- 2016 Print Council of Australia Award
- 2018 Mildura Print Triennial finalist
- 2020 Winner, VAS Sculpture Award, Melbourne[3]

## Dílo
Zoja Trofimiuk se svou volnou tvorbou jako sochařka prosadila již roku 1981 na Bienále v Ravenně. Její sochy zkoumají prchavé okamžiky lidské existence a emoce jako láska, vášeň, erotická přitažlivost, osamělost, strach, pocit bezpečí, rovnováha, harmonie a klid. Subjektivní interpretace těchto pocitů mohou být zachyceny jako figury nebo symbolizovány abstraktním objektem.
Při práci se sklem objevila Zoja Trofimiuk novou techniku, kterou nazvala "Graverre". Nemá nic společného s rytím (gravírováním) ve skle, ale vychází z kresby uhlem nebo grafitem, která je následně zatavena mezi dvě vrstvy skla. Nasvícením pak vznikají optické efekty, které vytvářejí stíny a prohlubují kresbu do třetího rozměru. Trofimiuk ovládá veškeré horké i studené techniky zpracování skla, ale jejímu způsobu práce nejvíce vyhovuje tavení skla ve formě.

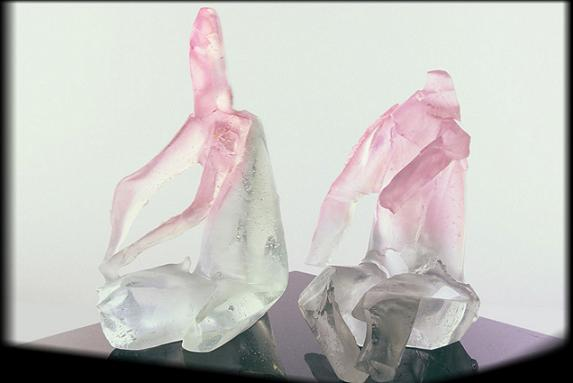
Jarní milenci
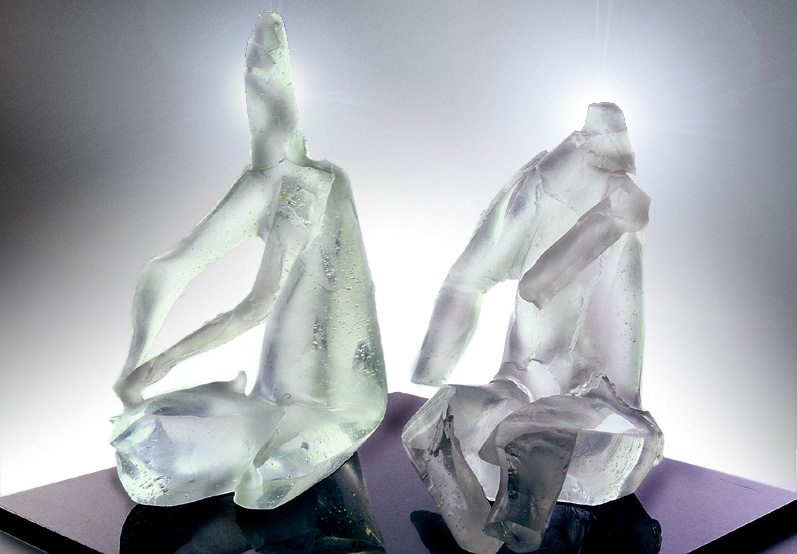
Zimní milenci
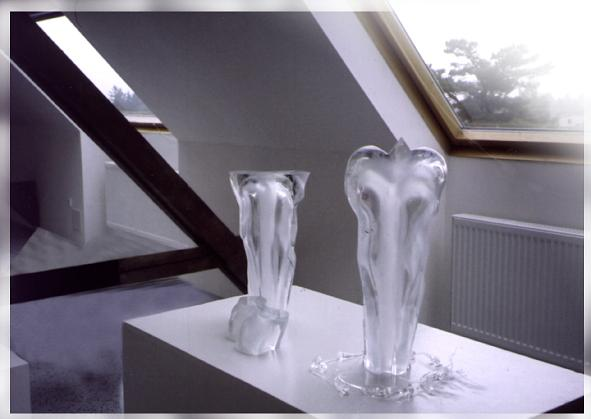
Ledová (2006)
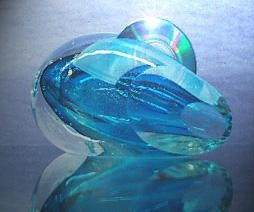
Time capsule (2001)
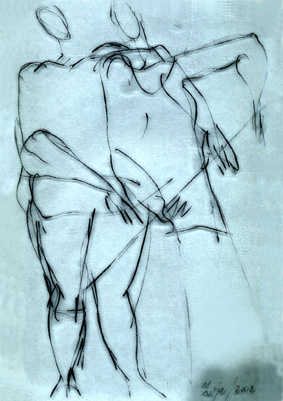
Pas de Deux, Graverre (2001)
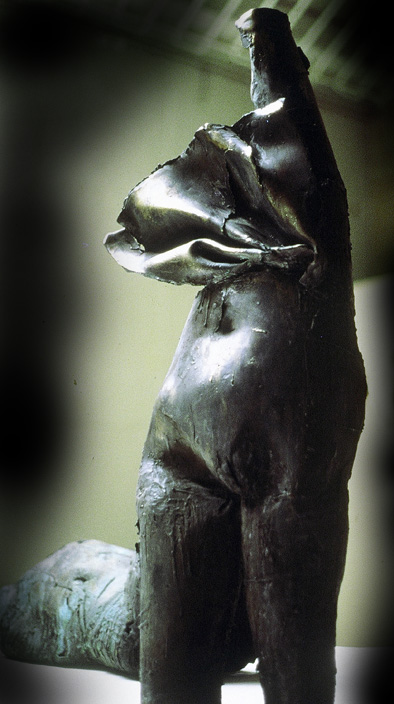
Stojící, bronz (1998)
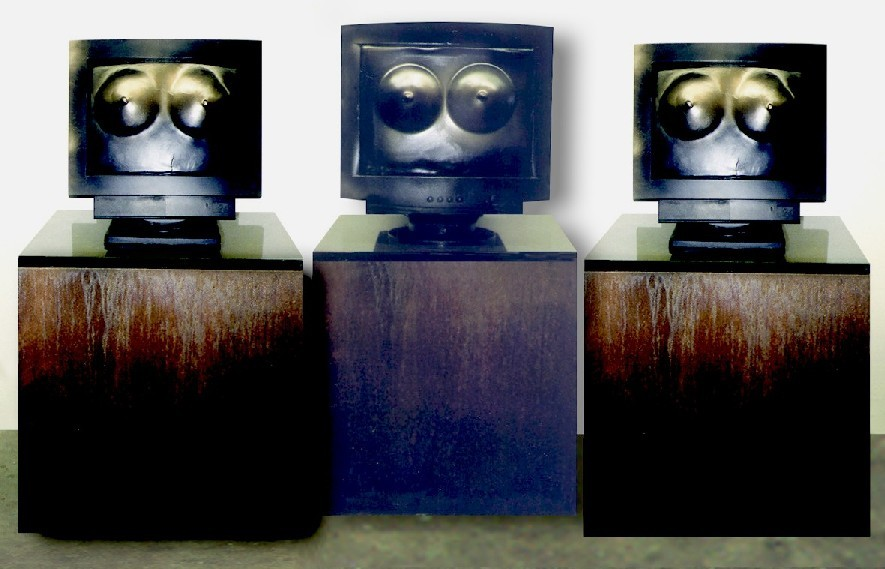
Tři Grácie, bronz (2007)
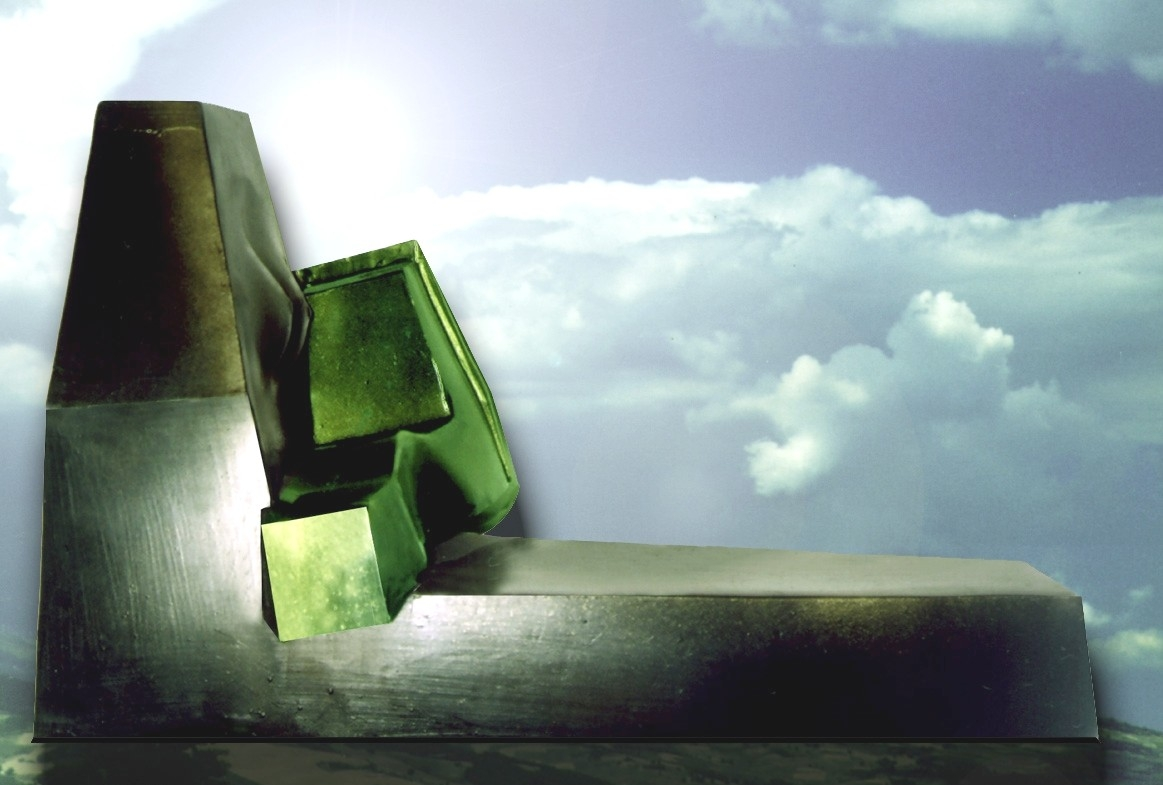
Black Madonna, Bush Fire series (2009)

### Autorské výstavy (výběr)
- 1990 Torso, Hugo Gallery, Canberra
- 1996 Works on paper, George Gallery, Melbourne
- 1999 Millenium collection, Adam Galleries, Melbourne
- 2001 Ocean Gallery
- 2005 Sculpture and Graverre, Adam Galleries, Melbourne
- 2006 Ranamok Glass Award, putovní výstava, Austrálie
- 2006 Works on paper, Nová síň, Praha

### Kolektivní výstavy
- 2006 IX International Glass Symposium, Nový Bor
- 2007 Czech and Slovak Glass in Exile, Moravská galerie v Brně